# Khamoudy
Khamoudy est le dernier roi de la XVe dynastie hyksôs, au pouvoir dans la partie nord de l'Égypte. La date de l'année onze sur le papyrus Rhind est aujourd'hui estimée par de nombreux égyptologues comme appartenant à son règne, car elle se réfère à Ahmôsis Ier comme « celui du Sud ». Un autre jour sur ce papyrus est explicitement daté de l'an trente-trois du prédécesseur de Khamoudy, Apophis Ier. Comme l'écrit Thomas Schneider :
« Une autre longueur de règne peut être déduite de la note sur le verso du papyrus mathématique Rhind qui dit que dans la 11e année du règne du roi régnant (Khamoudy), Héliopolis a été vaincue par le roi « celui du Sud » qui a attaqué et pris Silé. Comme « celui du Sud » doit désigner le souverain de Thèbes Ahmôsis Ier, l'année de règne 11 ne peut être attribuée qu'au roi Hyksôs successeur d'Apophis Ier, Khamoudy. »
Il est généralement admis qu'Ahmôsis Ier a vaincu les Hyksôs lors de sa 18e ou 19e année. Ceci est suggéré par un graffiti dans la carrière de Tourah dans laquelle des bœufs ont été utilisés lors de l'ouverture de la carrière[pas clair] dans la 22e année de règne d'Ahmôsis Ier, cela signifie que le règne de Khamoudy doit se terminer au plus tard vers l'an 18 ou 19 des 25 ans de règne d'Ahmôsis Ier.